# لاري وليامز (سياسي)
لاري وليامز (بالإنجليزية: Larry Williams)‏ هو سياسي أمريكي، ولد في 17 نوفمبر 1943 في غرافتون في الولايات المتحدة. حزبياً، نشط في الحزب الديمقراطي.